# Onthophagus gothicus
Onthophagus gothicus là một loài bọ cánh cứng trong họ Bọ hung (Scarabaeidae).